# Knud Axel Nielsen
Knud Axel Nielsen (* 10. Februar 1904 in Hvorup, Aalborg Kommune, Region Nordjylland; † 31. Dezember 1994) war ein dänischer Politiker der Socialdemokraterne, der unter anderem zwischen 1953 und 1973 Mitglied des Folketing sowie von 1964 bis 1968 sowie abermals zwischen 1971 und 1973 Justizminister war.

## Leben

### Studium und berufliche Laufbahn
Knud Axel Nielsen, Sohn des Lehrers und späteren Buchhalters in der Direktion der Krankenversicherungskasse Christen Nielsen (1862–1957) und dessen Ehefrau Else Marie Andersen (1870–1955), besuchte zunächst die Gemeindeschule sowie von 1915 bis 1922 die Ålborg Katedralskole. Im Anschluss begann er 1922 ein Studium der Rechtswissenschaften, welches er 1929 als „candidatus juris“ beendete. Danach war er 1929 in Aalborg sowie zwischen 1929 und 1932 in Hobro als Rechtsanwaltsgehilfe tätig, ehe er 1932 eine Tätigkeit als Rechtsanwalt in Hadsund aufnahm. 1933 wurde er zum Bezirksstaatsanwalt (Landsretssagfører) ernannt und übte diese Funktion bis zu seiner Amtsablegung 1964 aus. Daneben wurde er 1935 Auktionsleiter im Gerichtsbezirk Hellum-Hindsted sowie seit 1951 auch im Gerichtsbezirk Mariager und wurde zudem 1938 Fischauktionsmeister in Hadsund. Er fungierte zwischen 1941 und 1964 als Vorsitzender des Verbandes der Fischauktionsmeister in Dänemark (Foreningen af Fiskeauktionsmestre i Danmark) und war von 1944 bis 1947 als öffentlicher Ankläger bestellt. Nielsen, der zwischen 1945 und 1949 Mitglied des Hauptvorstandes der Sozialdemokratischen Partei (Socialdemokraterne) war, engagierte sich zu Beginn der 1950er Jahre in verschiedenen öffentlichen Institutionen und war unter anderem 1952 Mitglied der Ålegårdskommission sowie der Kommission für landwirtschaftliche Flächen von Verbänden und Institutionen.

### Abgeordneter und Justizminister
Am 21. April 1953 wurde Nielsen für die Socialdemokraterne erstmals Mitglied im Folketing, dem Parlament Dänemarks, und vertrat dort bis zum 21. September 1971 zunächst den Wahlkreis Ålborg Amtskreds sowie anschließend zwischen dem 21. September 1971 und dem 4. Dezember 1973 den Wahlkreis Nordjyllands Amtskreds. Er fungierte von 1962 bis 1964 als Vorsitzender des für die Grönland-Politik zuständigen Grönland-Ausschusses (Grønlandsudvalget), gehörte zwischen 1963 und 1964 der Königlich Grönländischen Handelskammer als Mitglied an und war darüber hinaus 1964 Vorstandsmitglied verschiedener Wirtschaftsunternehmen und Verbände.
Am 26. September 1964 wurde K. Axel Nielsen als Justizminister (Justitsminister) in die Regierung Krag II berufen und bekleidete dieses Ministeramt bis zum 2. Februar 1968. Als Minister stand er für Reformen, die das Strafrecht an den Einstellungswandel in breiten Schichten anpassten, in anderen Bereichen aber durchaus der Wahrnehmung weiter Teile der Bevölkerung voraus waren. In seiner ersten Amtszeit als Minister wurden die Bestimmungen zur Polizeihaft von Prostituierten und zur Bestrafung homosexueller Prostitution aufgehoben und umgesetzt, um den Zugang zu Bewährung zu erleichtern und Gefängnisinsassen die Möglichkeit zu eröffnen, bei privaten Arbeitgebern außerhalb des Gefängnisses zu arbeiten. Andere Gesetze schafften 1967 die Strafe für geschriebene Pornografie ab, senkten die Strafe für Vergewaltigung und hoben das Werbeverbot für Verhütungsmittel auf. Dies alles waren Gesetze, für die er eine breite Unterstützung fand. Nach seinem Ausscheiden aus der Regierung gehörte er zwischen 1968 und 1971 dem Nordischen Rat als Mitglied an und war zugleich Vorsitzender von dessen Justizausschuss. Ferner fungierte er von 1969 bis 1971 als Vorsitzendes des Rates zur Erhöhung der Verkehrssicherheit (Rådet for Større Færdselssikkerhed), dem heutigen Rat für sicheren Verkehr (Rådet for Sikker Trafik).
Am 11. Oktober 1971 übernahm Nielsen in der Regierung Krag III abermals das Amt als Justizminister und bekleidete dieses Ministeramt vom 5. Oktober 1972 bis zum 27. September 1973 auch in der Regierung Jørgensen I, woraufhin Karl Hjortnæs seine Nachfolge antrat. In seiner zweiten Amtszeit als Justizminister leitete er Regelungen zu härteren Strafen für Steuerbetrug und Verletzung der Privatsphäre ein. Schließlich gehörte die freie Abtreibung zu seinem umfangreichen gesetzgeberischen Wirken. In seinen letzten Monaten als Minister war er misstrauisch gegenüber Stimmungen für ein übereiltes Eingreifen gegen die Wirtschaftskriminalität, die Drahtzieher und die Einführung allgemeiner und ungenauer gesetzlicher Bestimmungen in diesem Bereich. Er betonte, dass die allgemeinen Rechtsgrundsätze nicht verletzt werden dürften. Den Kern seiner Haltung drückte er mit den Worten aus: „Niemand ist so minderwertig, dass er außerhalb der Gesellschaft gestellt werden muss“ („Ingen er så ringe, at han skal stilles uden for samfundet“). Er wollte die Regierung im Sommer 1973 verlassen, blieb aber auf Wunsch von Ministerpräsident Anker Jørgensen bis September, als eine umfassende Umgestaltung des Ministeriums stattfand. Die Debatte um die sogenannte Drahtzieher-Driminalität (Bagmandskriminaliteten) hatte auch erhebliche Meinungsverschiedenheiten mit dem Ministerpräsidenten öffentlich zutage gefördert. Bei der Wahl im Dezember 1973 verließ er das Folketing. Im März 1974 wurde er zum Mitglied des Gemeinderats von Hadsund gewählt und gehörte diesem bis 1978 an.

### Privates
Knud Axel Nielsen war seit dem 12. Dezember 1933 mit der examierten Apothekerin Helga Christine Behrens verheiratet. Aus dieser Ehe stammte eine Tochter und ein Sohn. Seine Tochter Birgitte Flindt Pedersen (* 1939), die zeitweise Vize-Bürgermeisterin von Birkerød Kommune, war die Ehefrau des Schriftstellers und Filmregisseurs Jørgen Flindt Pedersen (1940–2001) sowie Mutter der Politikwissenschaftlerin Charlotte Flindt Pedersen (* 1965). Sein Sohn ist der Rechtsanwalt Klaus Axel Nielsen, Vater des Politikers Jakob Axel Nielsen (* 1967), der für Det Konservative Folkeparti Mitglied des Folketing sowie mehrmals Minister war. Nach seinem Tode wurde Nielsen auf dem Friedhof von Hadsund beigesetzt.